# Roche-lès-Clerval
Roche-lès-Clerval [ʁɔʃ lɛ klɛʁval] ist eine französische Gemeinde mit 98 Einwohnern (Stand 1. Januar 2022) im Département Doubs in der Region Bourgogne-Franche-Comté.

## Geografie
Roche-lès-Clerval liegt in Ostfrankreich im Juragebirge am Doubs, etwa 38 Kilometer nordöstlich von Besançon, der Präfektur des Départements, 29 Kilometer südwestlich von Montbéliard, dem Sitz der Unterpräfektur des Arrondissements, und drei Kilometer südwestlich von Clerval, auf einer mittleren Höhe von 415 Metern über dem Meeresspiegel. Die Mairie steht auf einer Höhe von 311 Metern. Nachbargemeinden von Roche-lès-Clerval sind Hyèvre-Paroisse im Nordwesten, Chaux-lès-Clerval im Nordosten, Crosey-le-Petit im Süden und Hyèvre-Magny im Westen. Das Gemeindegebiet hat eine Fläche von 5,34 km². 

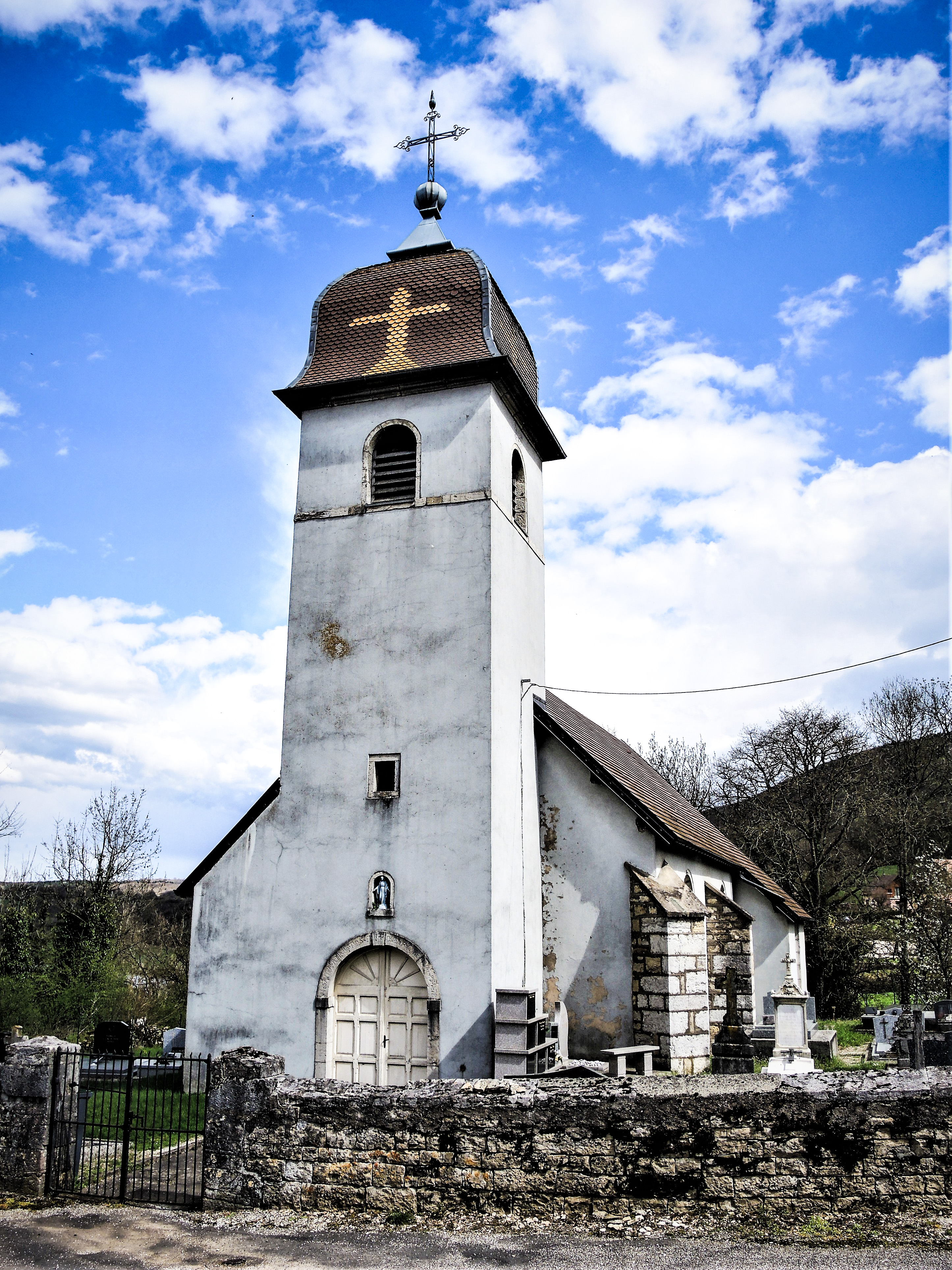
Kirche Saint-Pierre

Die Gemeinde ist einer Klimazone des Typs Cfb (nach Köppen und Geiger) zugeordnet: Warmgemäßigtes Regenklima (C), vollfeucht (f), wärmster Monat unter 22 °C, mindestens vier Monate über 10 °C (b). Es herrscht Seeklima mit gemäßigtem Sommer.

## Bevölkerungsentwicklung
| Jahr                       | 1962 | 1968 | 1975 | 1982 | 1990 | 1999 | 2007 | 2018 |
| Einwohner                  | 116  | 107  | 99   | 87   | 93   | 93   | 97   | 101  |
| Quellen: Cassini und INSEE |      |      |      |      |      |      |      |      |

## Kultur und Sehenswürdigkeiten
Die Kirche Saint-Pierre in Roche-lès-Clerval gehört zur römisch-katholischen Gemeinschaft Unité pastorale de Clerval, die Teil des Dekanats La Vallée du Doubs des Erzbistums Besançon ist. Die Kirche ist dem Apostel Simon Petrus geweiht. Sie wurde 1723 errichtet.
Das Lavoir der Ortschaft wurde im 19. Jahrhundert gebaut. Die Marienstatue am Lavoir stammt aus dem alten Kloster von Clerval.

## Lokale Produkte
Auf dem Gemeindegebiet gelten kontrollierte Herkunftsbezeichnungen (AOC) für die Käsesorten Morbier, Comté und Gruyère sowie geschützte geographische Angaben (IGP) für Schweinefleisch (Porc de Franche-Comté), den Käse Emmental français Est-Central, die Räucherwurstsorten Saucisse und Jésu de Morteau und Weine der Bezeichnung Franche-Comté.